# آران (داغستان)
آران (به لاتین: Aran) یک منطقهٔ مسکونی در روسیه است که در داغستان واقع شده‌است.